# Геомагнетизм
Геомагнети́зм (земной магнетизм) — раздел геофизики, изучающий происхождение и природу магнитного поля Земли и околоземного космического пространства; изучающий распределение в пространстве и изменения во времени геомагнитного поля и связанные с ним геофизические процессы.
Геомагнетизм рассматривает вопросы:
- возникновение и эволюция основной, постоянной составляющей геомагнитного поля;
- природа переменной составляющей (примерно 1 % от основного поля);
- структура магнитосферы;
- изучение закономерностей вариаций геомагнитного поля.